# 御神樂學園組曲
《御神樂學園組曲》為Last Note.撰寫的日本輕小說，最初為在NICONICO動畫上所發布的VOCALOID歌曲系列。小說由MF文庫J發行，插画由明菜担当。日文簡稱為。2014年12月13日電視動畫化決定，2015年4月開始播放。

## 概要
Last Note.的小說處女作。故事是由Last Note.在NICONICO動畫上所發布的樂曲為基礎世界觀。小說插圖由同樣擔任歌曲PV插畫的明菜負責。小說的標題等也是使用NICONICO動畫上的歌曲的名稱。
漫畫版在月刊Comic Gene8月號開始連載。另外，相關專題網站開始架設於2013年11月。

## 故事簡介
一宮繪瑠奈在國中時期過著單純的御宅生活。在親人與表哥二宮時雨的說服下開始挑選想要就讀的高中，挑選條件毫無疑問是「可愛的制服」。最終挑選的結果是私立御神樂學園，雖然原本因為「二宮就讀」而在最初就剔除，不過一宮在招生指南上看到御神樂星鎖穿著制服的模樣後馬上就回心轉意。不過，開學當天對今後生活心情激動的一宮，卻在新生歡迎會上見到學長姐們暴走的身影。而且，這所學校裡存在著「一個月內未參加任何社團活動的人將被強制退學」這樣的校規。一宮能在學園中度過理想中的校園生活嗎？

## 登場人物

### 主要角色
一宮繪瑠奈（配音：木村珠莉）
本作主角。
放學後樂園社的社長
國中三年級的黃金週假期時開始停止上學，過著沉溺於遊戲中的生活，在親人與表哥時雨的說服下選擇高中。但是，絕大多數的高中都因為制服不可愛的原因被拒絕，一宮甚至發表了尼特宣言。結果由於可愛的制服與受到學校介紹冊上的星鎖照片吸引，最終選擇了私立御神樂學園。
成績普通，因為成績優異而被誇獎的事情甚至需要追溯到國小時期。
因為代鄰居小孩照顧寵物鳥時不慎讓小鳥飛走，被鄰居小孩們傳言是會吃小鳥的妖怪。
入學後，因為各式各樣的原因，諸如無法正座、書法相當不堪等，被各社團拒諸門外。後來加入御神樂星鎖所創辦的回家社，還代理代表一職出席對決戰，並在對決戰中使自己的能力覺醒。
能力為「玩具槍（オモチャの銃）」（比出手指槍的姿勢）及「玩具銃槍（オモチャの銃剣）」。
體內似乎還存在著更巨大的力量，但未覺醒。
二宮時雨（配音：島崎信長）
一宮的表哥，和一宫相差兩歲。雖然很帥氣，但頭腦不是很好。
溺愛一宮，雖然很受歡迎,但是對小兩歲的一宮以外,對其他的女性完全沒有興趣。雖然用各式各樣的方式試圖親近一宮，卻常常被一宮想方設法迴避。根據小說的內容，甚至曾經在情人節畫「以情人節為舞台，表兄妹的禁斷戀愛」的漫畫，而且還有大量的複印備份。
擔任漫畫研究社的社長兼代表。作為代表，二宮用破竹之勢讓社團的排名不斷上升。
高中一年級與九頭龍京摩在另一間高中就讀，高中二年級才轉學到私立御神樂學園就讀。
擁有名為「Hero Time」的能力。
畢咪（配音：松岡禎丞）
一宮的專屬講師。同時也負責一宮的入學會談。男性。因為本名太過複雜，一宮記不起來的緣故，總之被稱為「畢咪」。
身上長有羽毛，看不出是貓是犬的奇怪生物。常常用「cute」形容自己，講話會帶有「～哩」的語尾。變成人形的時候形象是男高中生。
因為不明原因導致平常都是貓的型態，雖然使用特殊機器則能夠顯現人形，但是過不了多久就會回復，且很耗體力，所以不常變為人形。
赤間遊兔（配音：花江夏樹）
戲劇社代表。
有將所有事情以戲劇為中心點思考的習慣。戲劇的實力也相當傑出，幾乎戲劇社的每齣戲都擔任主角。
童年時曾因為自己不會笑而沒被媽媽選擇,去跟爸爸住，也因此曾偽裝自己的笑容
等到後來一宮來以後被識破，後來一點一點敞開心房，變得能夠笑了。成為了一宮的朋友之一
擁有名為「Coup D'état Faker」的能力：瞬間移動的同時製造大量的殘影。
御神樂星鎖（配音：大西沙織）
二年級生，回家社社長兼代表。曾是美術社社員。
學園長的孫女。也是御神樂學園的介紹小冊上的模特兒。
雖然最初表示沒有招募新生，但是在一周後又收容了沒有社團願意招募的一宮，而且還讓一宮成為代理代表出席與書法社的對決戰。
擁有名為「Killing Art」的能力，能夠將某樣物品或更多東西同時轉換到異次元。連人也能夠直接轉換。
動畫中曾露出背部的印記，是星鎖在一年級期中試戰前被敬愛的攝影社學姐刻意弄傷的，原因是若在試戰中獲勝的話將會得到大量的點數，而那位學姐看中了這點且明白隔天贏不了星鎖，便要求星鎖輸掉試戰，但她不願意，一氣之下利用能力將星鎖打成重傷。
當時重傷的星鎖望著在對戰中被破壞得殘破不堪的校舍以及攝影社施展殺戮藝術，將其轉換到異次元，卻在動畫第十集時因力量衰弱而開始出現。
八坂冰見（配音：諏訪彩花）
書道部（書法社）代表。
雖然是二年級生體格卻相當嬌小，看起來比較像是國中生。將巨大的毛筆來回揮舞當作武器，但常常反而因強大的慣性力失去平衡而跌倒。本人非常在意自己體型嬌小的事情。偶爾會成為一宮妄想的餌食。
一宮初次「對抗戰」的夥伴。
所擁有的能力「Lovely Ink」能將所書寫的文字具象化。
射水明日緋（配音：加隈亞衣）
天文社社員，被認為是天文社下一任代表的優秀候補。
是從國中部直升上來的學生，新秀戰期待值排行第一。
能力「Shooting Star」為利用天體望遠鏡中的星光來射擊的一種技能。如果射水將子彈放進天體望遠鏡中，射水以外的人也可以發射，不過威力會比射水親自發射來的弱。
湊川貞松（配音：古川慎）
花道部代表。擁有能讓花朵綻放的能力。
會咬手帕表示心中的不滿
流派屬於「湊川流」，並且有著必須要以正座狀態插花的規定。
能力為「Selfish Flower」。
九頭龍京摩（配音：細谷佳正）
美術部代表。
有點容易生氣，不過基本上是個溫柔的人。還有一點傲嬌屬性
制服上常常沾有很多顏料。
喜歡喝牛奶。
高中一年級與二宮時雨在另一間高中就讀，因為被背叛於是在高中二年級轉學到私立御神樂學園就讀。
能力為「Palette Bullet」。
藤白乙音（配音：小澤亞李）
之後再考慮社的一年級生。
雖然新秀戰期待值為零，卻擊敗了射水。
人際關係極差，常照顧湊川的花圃，擁有傲嬌、腹黑屬性，當繪瑠奈跟其他人親近一點的時候會吃醋。
能力為「Anti Complex」，可利用緞帶進行攻擊或防禦。

### 其他登場人物
鳴海胡桃（配音：茅野愛衣）
一宮繪瑠奈入學考試時擔任監考官的女性，看起來與一宮同齡。因為被一宮認為兼具「酷」與「美」的特質，而被以「酷美」稱呼。平常總是打扮成女僕。
一宮的班導師。要求同學們稱呼她為「胡桃大人」以增加親近度。
御神樂星鎖的女僕。
國中時期的導師
一宮的升學志願面談中登場的人物，本名不詳。
27歲，單身。這個世界上最討厭的辭彙是「四捨五入」。在與一宮的面談中完全不提學校的事宜，只是單純說著「在附近找結婚對象不用帶錢嗎」之類的話。
喵琳（配音：戶松遙）
戲劇社成員，本名不明。
穿著貓樣的打扮。
個性是從簡，睡性如貓。巨乳。
兔丸（配音：山下大輝）
戲劇社成員，一年級，本名不明。
穿著兔子樣的打扮。
熱血，有在語尾加上的習慣。
豚親（配音：寺島拓篤）
戲劇社成員，一年級，本名不明。
穿著豬樣的打扮，本人對此很討厭。
擁有自己步調的耍酷性格。總是戴著口罩，但口罩底下的面貌相當帥氣。
要講本名的時候一定有人會干擾。尤其是兔丸常常介入。
能力是雙手寄宿的火焰「Ad lib Role」。
花袋名歌（配音：上田麗奈）
書法社成員，一年級。
惠瑠奈的同班同學。
能力是「Cutie Ink」
離宮留美奈（配音：高橋未奈美）
新聞社代表，二年級。
能力是「Secret Memories」
熊野（配音：久保由利香）
戲劇社成員，二年級，本名不明。
穿著熊樣的打扮，但無論如何看起來都像一名少女。
語尾會加上，不過是故意的。
是暱稱，一年級生多以「熊野同学前輩」來稱呼。
倉科冬瑠
自然科學社成員，一年級。
新秀戰期待值排行第三。
遠石遙架（配音：石上靜香）
廣播社成員，一年級。
偶像般的美少女，新秀戰期待值排行第二，對抗戰的實力不容置疑，在新秀賽擊敗了一宮。
擁有釋放出音速散彈的能力。
相良安雲（配音：大久保瑠美）
管樂社成員，一年級。

能力是由聲壓操縱重力的「Malt Accent」。
新秀戰期待值排行第五。
蓮見真琴（配音：洲崎綾）
漫畫研究社成員，一年級。
與小太郎是孿生姐弟。從國中部直升上來的學生。相當崇拜二宮，但也因此敵視一宮。
新秀戰期待值排行第六。
蓮見小太郎
漫畫研究社成員，一年級。
真琴的孿生弟弟。從國中部直升上來的學生。相當崇拜二宮，但也因此敵視一宮。
新秀戰期待值排行第八。
杠千世葉
糕餅社成員，一年級。
新秀戰期待值排行第七。
柏原鶯
回家社成員，一年級。
新秀戰期待值排行第九的新生，性別、外貌皆不詳。

## 用語
私立御神樂學園
作為本作背景舞台的學校。採取全住宿制，所有學生必須入住學校所提供的宿舍。
只存在文化類型的社團，而且也不允許建立文化類型以外的社團。並且存在著強制參加社團的校規，無所屬社團的人甚至會被退學。
御神樂學園採取完全中學的教育制度。有部分名額直升，部分名額藉由入學考試審核從外部招募。
學校腹地廣大，且建築物應有盡有。學園內所有事物皆可由內部購得，包括各種日用品，甚至還有電影院跟遊樂園。
每位學生都會擁有一件「終端機」，用來處理學園內生活事物以及「點數」。校園內事務包括各種校內指南以及對於對抗戰的完善協助服務。而點數則是校內貨幣，所有的校內日用品包括餐點和熱水都需要用點數來購買，可以藉由出席日常課程或在對抗戰中取勝來獲得。
由御神樂、一宮與二宮的祖先們創建。
社團對抗戰
御神樂學園特有的系統。簡稱對抗戰。
校內將會定期舉辦社團對抗戰，用以將各社團排名。因此各社團除了社長以外，還會特別有「代表」一職用來代表社團出席對抗戰。
對抗戰的場所是整棟校舍，而校舍四周會被結界封住無法通行。選手的身周會有三個心形水晶漂浮著，代表選手的生命值。一個小時內將對手的水晶破壞殆盡，或者是讓對手投降即算獲勝。如果超過時間仍未分出勝負即算平局，但通常不會有這種事情發生。
對抗戰的種類繁多，其中最具影響力的就是「期中戰」與「期末戰」，除此之外還有由學園官方指定出賽者的「單挑戰」以及限定一年級生出戰的「新秀戰」等等。社團對抗戰的表現將會影響社團排名，並進一步干涉所有社員的各種待遇，例如住宿與伙食。排名較高的社團會擁有較優良的居住環境以及膳食，相對的排名落後的社團甚至必須睡在走廊盡頭樓梯底下的睡袋中。
學園內各處都有監視器，基本上是用來轉播對抗戰。
變態假扮遊戲
幼年時的一宮原創的遊戲。
基本規則以（日本遊戲，規則近於捉迷藏）演變而來，只不過將鬼變成了變態，並且必須以興奮狀態來追逐未感染者。另外，因為在一宮的主觀中有著「變態都跑不快」這樣的誤解，因此變態被禁止全力奔跑。
遊戲的結局是整個公園充滿了變態般緩慢行走並故作猥褻的小孩子們。也因為這樣，使幼年的一宮以不好的方向聲名大噪。

## 歌曲
歌曲為全系列的雛形，已完結。最初上傳於NICONICO動畫並掀起熱潮，之後推出CD。全系列由GUMI演唱，MV系列目前還在連載。
- 【GUMI】overture【原創】
- http://www.nicovideo.jp/watch/sm19480453 （页面存档备份，存于）
- http://www.nicovideo.jp/watch/sm20377698 （页面存档备份，存于）[f]
- http://www.nicovideo.jp/watch/sm21224193 （页面存档备份，存于）
- http://www.nicovideo.jp/watch/sm22937799 （页面存档备份，存于）
- http://www.nicovideo.jp/watch/sm24502807 （页面存档备份，存于）
- 【GUMI】赤裸Candy【原創】
- 【GUMI】革新Hero rhythm【原創】
- 【GUMI】花吹雪Reflect【原創】
- http://www.nicovideo.jp/watch/sm29478685 （页面存档备份，存于）
- 【GUMI】不合理Roulette【原創】

## 出版書籍

### 小說
小說連載已完結，共8冊。
| 冊數 | 日文版標題 | 中文版標題        | Media Factory  | Media Factory          | 尖端出版       | 尖端出版                                                     |
| 冊數 | 日文版標題 | 中文版標題        | 發售日期       | ISBN                   | 發售日期       | ISBN / EAN                                                   |
| ---- | ---------- | ----------------- | -------------- | ---------------------- | -------------- | ------------------------------------------------------------ |
| 1    |            | 放學後stride      | 2013年7月25日  | ISBN 978-4-8401-5256-3 | 2014年11月13日 | ISBN 978-957-10-5736-1                                       |
| 2    |            | 無氣魄coup d'état | 2013年12月25日 | ISBN 978-4-04-066070-7 | 2014年12月4日  | ISBN 978-957-10-5808-5                                       |
| 3    |            | 廢棄物innocence   | 2014年3月25日  | ISBN 978-4-04-066388-3 | 2015年2月13日  | ISBN 978-957-10-5864-1                                       |
| 4    |            | 十六夜seeing      | 2014年7月25日  | ISBN 978-4-04-066921-2 | 2015年8月11日  | ISBN 978-957-10-6059-0（通常版） EAN 4717702268374（限定版） |
| 5    |            | 不合理roulette    | 2014年12月25日 | ISBN 978-4-04-067306-6 | 2016年1月21日  | ISBN 978-957-10-6363-8                                       |
| 6    |            | 虛幻事spiral      | 2015年3月25日  | ISBN 978-4-04-067479-7 | 2016年7月21日  | ISBN 978-957-106-728-5                                       |
| 7    |            |                   | 2015年12月25日 | ISBN 978-4-04-067752-1 |                |                                                              |
| 8    |            |                   | 2016年8月25日  | ISBN 978-4-04-068605-9 |                |                                                              |

- 外傳

| 集數 | Media Factory | Media Factory          |
| 集數 | 發售日期      | ISBN                   |
| ---- | ------------- | ---------------------- |
| 1    | 2013年7月25日 | ISBN 978-4-8401-5256-3 |

### 漫畫
『漫畫月刊人』（Media Factory）2013年8月號開始連載。原作為Last Note.，角色原案為明菜，漫畫由沙雪負責。
| 卷數 | Media Factory  | Media Factory          | 東立出版社     | 東立出版社             |
| 卷數 | 發售日期       | ISBN                   | 發售日期       | ISBN                   |
| ---- | -------------- | ---------------------- | -------------- | ---------------------- |
| 1    | 2013年11月27日 | ISBN 978-4-8401-5256-3 | 2015年5月11日  | ISBN 978-986-431-073-9 |
| 2    | 2014年3月27日  | ISBN 978-4-04-066511-5 | 2015年5月11日  | ISBN 978-986-431-074-6 |
| 3    | 2014年9月27日  | ISBN 978-4-04-066861-1 | 2015年10月30日 | ISBN 978-986-431-075-3 |
| 4    | 2015年3月27日  | ISBN 978-4-04-067506-0 | 2016年2月22日  | ISBN 978-986-431-393-8 |
| 5    | 2015年9月27日  | ISBN 978-4-04-067813-9 |                | ISBN 978-986-462-224-5 |
| 6    | 2016年3月26日  | ISBN 978-4-04-068234-1 |                | ISBN 978-986-348-056-3 |

### 畫集
- 日文版由MEDIA FACTORY出版，
  - ，ISBN 978-4-04-067518-3，2015年4月27日發售[17]

## 電視動畫

### 製作人員
- 原作：Last Note.
- 角色原案：明菜
- 監督：岩崎太郎
- 系列構成：横谷昌宏
- 角色設計、總作畫監督：
- 美術監督：望月卓磨
- 美術設定：高橋麻穗
- 色彩設計：真壁源太
- 攝影監督：鹽川智幸
- 剪接：今井大介（JAYFILM）
- 音響監督：明田川仁
- 音樂：藤澤慶昌
- 音樂製作：KADOKAWA（Media Factory）
- 動畫製作：動画工房
- 製作：御神樂學園組曲製作委員會

### 主題曲
片頭曲
「放課後革命」
主唱：放學後樂園社［一宮繪瑠奈（木村珠莉）、御神樂星鎖（大西沙織）、藤白乙音（小澤亞李）］
第12話當作片尾曲使用。
（第12話）
作詞、作曲：Last Note.，編曲：Tom-H@ck，主唱：一宮繪瑠奈（木村珠莉）
一宮繪瑠奈的角色歌。
第1、9話當作片尾曲使用。
片尾曲
（第1、9話）
作詞、作曲：Last Note.，編曲：Tom-H@ck，主唱：一宮繪瑠奈（木村珠莉）
一宮繪瑠奈的角色歌。
第12話當作片頭曲使用。
（第2－7、10話）
作詞、作曲、編曲：Last Note.，主唱：放學後樂園社
（第8話）
作詞、作曲：Last Note.，編曲：，主唱：藤白乙音（小澤亞李）
藤白乙音的角色歌。
（第11話）
作詞、作曲：Last Note.，編曲：Tom-H@ck，主唱：御神樂星鎖（大西沙織）
御神樂星鎖的角色歌。

### 各話列表
| 話數   | 日文標題 | 中文標題          | 劇本     | 分鏡                       | 演出              | 作畫監督                                                                                     |
| ------ | -------- | ----------------- | -------- | -------------------------- | ----------------- | -------------------------------------------------------------------------------------------- |
| 第1話  |          | 青春前奏曲        | 橫谷昌宏 | 岩崎太郎                   | 岩崎太郎          | 、尾尻進矢                                                                                   |
| 第2話  |          | 放學後stride      | 橫谷昌宏 | 吉川博明                   | 則座誠            | 丸山修二、伊藤大翼                                                                           |
| 第3話  |          | 女主角未滿        | 福田裕子 | 博多正壽                   | 土屋浩幸          | 須川康太、市原圭子 向田隆                                                                    |
| 第4話  |          | 無氣魄coup d'état | 福田裕子 | 三原武憲                   |                   | 小野和美、沓澤洋子                                                                           |
| 第5話  |          | 學園fantasia      | 竹內利光 | 山下英美                   | 山下英美          | 伊藤大翼、丸山修二 立口德孝、平塚智哉 曾我篤史、粟井重紀                                     |
| 第6話  |          | 我樂多innocence   | 竹內利光 | 吉川博明                   | 淺見松雄 岩崎友和 | 菊永千里、菊池政芳 海保仁美                                                                  |
| 第7話  |          | 十六夜seeing      | 橫谷昌宏 | 博多正壽                   | 則座誠            | 市原圭子、三谷暢之 中原清隆、柴田篤史                                                        |
| 第8話  |          | 未確認treasure    | 福田裕子 | 三原武憲                   | 德本善信          | 清水博幸、德田夢之介 安達佑輔、新井博慧                                                      |
| 第9話  |          | 脫線scandal       | 竹內利光 | 添田和弘                   | 高林久彌          | 川島尚、岡田豐廣 池津淑惠、山田信也 富田佳亨                                                 |
| 第10話 |          | 睡袋haunting      | 竹內利光 | 原口浩                     | 則座誠            | 菊永千里、菊池正芳 海保仁美、久保茉莉子 曾我篤史、高橋瑞香                                   |
| 第11話 |          | 追憶triangle      | 橫谷昌宏 | 吉川博明                   | 江副仁美          | 立口德孝、伊藤大翼 丸山修二、中野裕記 市原圭子、三谷暢之                                     |
| 第12話 |          | 無限大finale      | 橫谷昌宏 | 岩崎太郎 吉川博明 博多正壽 | 岩崎太郎          | 尾尻進矢、高橋瑞香 市原圭子、伊藤大翼 丸山修二、菊永千里 海保仁美、藤田真弓 中野裕紀、向田隆 |

### 播放电视台
日本深夜動畫：下文記載的日本国内播放時間使用日本標準時間（UTC+9）表示。因為部分時間标识會採用30小时制，因此請留意这类超过24:00的时间，其實際播放時間為翌日清晨。
| 播放地域 | 播放電視台 | 播出日期       | 播出時間（UTC+9）  | 所属联播网 | 備註   |
| -------- | ---------- | -------------- | ------------------ | ---------- | ------ |
| 日本全域 | AT-X       | 2015年4月7日 - | 周二 23:00 - 23:30 | 卫星电视   | 有重播 |

| 播放地域 | 播放電視台    | 播出日期       | 播出時間（UTC+9）  | 所属联播网 | 備註 |
| -------- | ------------- | -------------- | ------------------ | ---------- | ---- |
| 日本全域 | NICONICO 直播 | 2015年4月7日 - | 周二 22:00 - 22:30 | 网络电视   |      |

## 外部連結
- 御神樂學園組曲作品介紹頁 （页面存档备份，存于）（日語）
- 御神樂學園組曲特設網站 （页面存档备份，存于）（日語）
- 電視動畫官方網站 （页面存档备份，存于）（日語）
- Last Note.的公開個人清單 （页面存档备份，存于） - NICONICO動畫（日語）
- 御神樂學園新聞社 （页面存档备份，存于） - 官方Twitter（日語）